# 森田正马

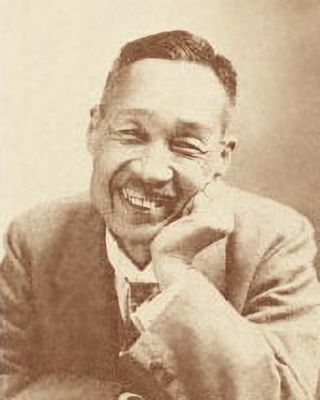
森田正馬

森田正马（1874年1月18日—1938年4月12日），日本医学家、精神病学神经科医生，森田疗法创造者。

## 生平
1874年1月18日，森田正马出生于日本高知县香美郡兔田村，先后毕业于第五高等学校、东京帝国大学。1924年8月，森田正马取得医学博士学位。1938年4月12日，森田正马因患肺炎病逝，享年64岁。

## 著作
- 《神经衰弱与强迫观念的根治法》
- 《神经质的实质与治疗》
- 《自觉和领悟之路》
- 《森田正马自传---我的神经质疗法的成功历程》